# Ga Lưu Xá
Ga Lưu Xá là một nhà ga xe lửa tại phường Phú Xá, thành phố Thái Nguyên, tỉnh Thái Nguyên. Nhà ga là một điểm của đường sắt Hà Nội - Quan Triều và nối với ga Lương Sơn với ga Thái Nguyên.